# Грейс-Инн
Почëтное общество Грейс-Инн (англ. The Honourable Society of Gray's Inn, или просто Gray's Inn) — одно из четырех юридических заведений (судебных иннов) Лондона, представляющее собой традиционную форму организации адвокатского сообщества Англии и Уэльса, и объединяющее барристеров и судей. Чтобы получить право на адвокатскую деятельность в Англии и Уэльсе, юрист обязан принадлежать к одному из четырёх иннов.

## Описание
В судебном инне, помимо юридической практики, также готовят молодых юристов, окончивших высшие учебные заведения, и планирующих в дальнейшем заниматься юриспруденцией. Грейс-Инн управляется советом старейшин юридической корпорации под председательством т. наз. «казначея» (англ. Treasurer), который избирается на три года.
Общество Грейс-Инн названо в честь Реджинальда де Грея, первого барона Грея Уилтона (1240—1308), поскольку инн в начале был семейным домом Уилтонов. Точная дата основания всех четырёх иннов неизвестна из-за утраты соответствующих исторических записей. Грейс-Инн упоминается в документах с 1370 года.
Грейс-Инн находится в Центральном Лондоне на пересечении улиц Хай Холборн и Грейс-Инн Роуд. Известен своими садами (англ. Walks), которые существуют, исходя из даты записи о том, что Фрэнсис Бэкон должен заплатить 7 фунтов стерлингов за высаживание деревьев вдоль аллей, по меньшей мере, с 1597 года.

## Некоторые известные члены Грейс-Инн
Согласно английской статье Перечень членов общества Грейс-Инн (выборочно)

### Юристы
- Бэрэм, Николас, из Сассекса (англ. Nicholas Barham) (ум. 1577)
- Томас Эш (англ. Thomas Ashe), XVII в.
- Уильям Этвуд (англ. William Atwood) (1650—1712)
- Джон Белл (англ. John Bell) (1764—1836)
- Амбедкар, Бхимрао Рамджи

### Судебные власти
- Уильям Гэскойн (1350—1419) — лорд главный судья Англии во время правления Генриха IV
- Сэр Уильям Йелвертон (1400—1470-е) — судья в Норфолке, дважды член парламента от Грейт-Ярмута в Норфолке
- Брэдшо, Джон
- Томас Кларк (1703—1764) — «Хозяин свитков» (хранитель судебных архивов)[англ.], второе лицо после должности Лорда главного судьи Англии и Уэльса
- Сэр Джеймс Бэкон (1798—1895) — занимал посты судьи Высокого суда Лондона, вице-канцлера Канцлерского суда. Его внучка Арабелла Сьюзан Лоуренс (1871—1947) была одной из первых женщин — членов парламента от Лейбористской партии Великобритании
- Ян Ти-лян (англ. Yang Ti-liang) (р. 1929) — был председателем Верховного суда Гонконга.

### Политики
- Аск, Роберт
- Кромвель, Томас
- Бэкон, Николас
- Эдвард Бэкон (1548—1618) — член парламента от избирательного округа Грейт-Ярмута и Тавистока, брат по отцу Фрэнсиса Бэкона
- Бэкон, Фрэнсис
- Адамс, Грэнтли Герберт
- Ба Мо
- Клиридис, Глафкос
- Пападопулос, Тассос
- Адамс, Том

### Церковнослужители
- Уильям Этвотер (1440—1521) — ординарий английской церкви, епископ диоцеза (церк.-адм. террит. единицы) Линкольн провинции Кентербери
- Гардинер, Стефан
- Бэнкрофт, Ричард
- Уитгифт, Джон
- Лод, Уильям
- Холл, Джозеф
- Ашшер, Джеймс
- Джаксон, Уильям
- Шелдон, Гилберт
- Кольер, Джереми

### Другие
- Э-Беккет, Гилберт Эббот
- Гурусадей Датт
- Джон Финнис (р. 1940) — австралийский юрист и философ, специализирующийся на философии права

### Почётные члены
- Джон Эми (1511—1621) — гражданский юрист
- Фрэнсис Бэррингтон (ок. 1570—1628) — английский юрист и политик
- Черчилль, Уинстон
- Рузвельт, Франклин
- Джеффри Ма (р. 1956) — главный судья Апелляционного суда последней инстанции Гонконга